# Hydroptila morogorensis
Hydroptila morogorensis är en nattsländeart som beskrevs av Wells och Andersen 1995. Hydroptila morogorensis ingår i släktet Hydroptila och familjen smånattsländor. Inga underarter finns listade i Catalogue of Life.